# Fidel Estay
Fidel Segundo Estay Cortés (Nogales, 26 de abril de 1887-San Miguel, 4 de octubre de 1962) fue un agricultor, comerciante y político chileno. Se desempeñó como diputado, senador, y ministro de Estado durante la presidencia provisional de Bartolomé Blanche entre septiembre y octubre de 1932; y posteriormente bajo los gobiernos de los presidentes radicales Juan Antonio Ríos y Gabriel González Videla entre 1945 y 1950.

## Familia y estudios
Nació en Nogales, provincia de Aconcagua, hijo de Fidel Estay y Rosario Cortés. Realizó sus estudios primarios en la Escuela de Nogales. Al morir sus padres, debió emprender labores de aprendizaje de una artesanía, para poder hacer frente a sus necesidades. Se trasladó a San Fernando en 1917, con mucho tesón se desempeñó como empleado de la Fábrica de Calzado de Mateo Roselló Hnos. y Cia. llegando a ser técnico-jefe, y comerciante al instalarse con una fábrica propia de calzado en la ciudad, logrando con los años afianzarse como industrial y agricultor. Paralelamente colaboró en la prensa escrita.
Fue propietario de la Viña Santa Ana en Malloa. También fue colaborador de la Unión de Artesanos, del Gremio del Calzado, y de la Unión Fraternal de San Fernando. Formó parte del Cuerpo de Bomberos de esta última ciudad, siendo vicesuperintendente.
Se casó el 4 de julio de 1908 en Providencia, con Ana Luisa Arriola Pérez, con quien tuvo ocho hijos: Pedro Raúl, Luis Armando, Ana Luisa, Fidel, René, Ricardo, Alfonso y Héctor.

## Carrera política
Ingresó al Partido Demócrata, siendo secretario, director y presidente de la colectividad. También fue delegado en la Convención del partido en Santiago en 1921. Sus primeros cargos en la administración pública, fueron los de regidor y alcalde de la comuna de San Fernando.
En las elecciones parlamentarias de 1924, fue elegido como diputado por el departamento de San Fernando, por el periodo legislativo 1924-1927. Sin embargo no logró finalizar su periodo parlamentario, debido a que fue disuelto el Congreso Nacional, el 11 de septiembre de 1924, por decreto de una Junta de Gobierno establecida mediante un golpe de Estado.
Luego, en las elecciones parlamentarias de 1925, fue nuevamente elegido como diputado por la Décima Circuncisión Departamental (correspondiente a los departamentos de Caupolicán, San Vicente de Tagua Tagua y San Fernando) por el periodo 1926-1930. Después perteneció al Partido Democrático, del cual fue secretario, director y presidente entre 1926 y 1927.
Durante la administración provisional del militar Bartolomé Blanche (entre el 13 de septiembre y el 2 de octubre de 1932) fue nombrado como ministro del Trabajo.
En las elecciones parlamentarias de 1930, fue elegido como senador provincia de Biobío, Malleco y Cautín, por el periodo 1930-1934. Sin embargo, nuevamente no logró finalizar el período legislativo, a causa de un golpe de Estado que estalló el 4 de junio de 1932, el cual decretó el día 6 de ese mismo mes, la disolución del Congreso Nacional.
En las elecciones parlamentarias de 1932, volvió a ser elegido como senador, esta vez por la 5ª Agrupación Provincial (correspondiente a las provincias Cachapoal, Colchagua y Curicó), por el período 1933-1937. En las elecciones parlamentarias de 1941, fue elegido como senador por la reformada 5ª Agrupación Provincial (compuesta ahora por O'Higgins y Colchagua) por el período 1941-1945.
En el Congreso Nacional se dedicó al estudio y resolución de los problemas laborales. Integró las comisiones de Legislación y Justicia, Policía Interior, Trabajo y Legislación Social, Gobierno Interior, Educación Pública y Agricultura. Durante un corto periodo, en 1944, fungió como vicepresidente del Senado.
Luego, en las siguientes administraciones radicales, fue llamado para ocupar el cargo de ministro de Tierras y Colonización, en dos ocasiones, la primera desde el 14 de mayo de 1945 hasta el 6 de septiembre de 1946 en el gobierno del presidente Juan Antonio Ríos, y la segunda, desde el 14 de agosto de 1947 hasta el 7 de febrero de 1950, bajo la presidencia de Gabriel González Videla.
Entre las actividades posteriores, fue miembro del Consejo de Economía Nacional, consejero de la Caja de Crédito Hipotecario y, director de la Compañía de Tracción Eléctrica. Fue además, miembro de la masonería, integrando la Logia de Colchagua; socio del Club Social de San Fernando; del Centro Femenino; de la Cruz Roja; y de la Sociedad de Instrucción popular de la ciudad.
Falleció el 4 de octubre de 1962 en la comuna de San Miguel. Fue homenajeado en la 5ª Sesión Extraordinaria del Senado, del 10 de octubre de 1962.[cita requerida]

## Historial electoral

### Listado de senadores 1930-1934
Aquellos escaños no marcados, corresponden a los senadores que mantienen su cupo senatorial desde 1926, considerando que duran ocho años en el cargo. 
Aquellos escaños destacados con color oscuro, son los elegidos en este período, aunque no democráticamente, ya que este Congreso Termal tuvo la oportunidad de llegar a las urnas, al haber tantos candidatos como cupos a escoger, por lo que de acuerdo a un resquicio legal constitucional, la dictadura de Carlos Ibáñez del Campo decidió manipular el poder Legislativo.

### Listado de senadores 1933-1937
En esta elección se renovaron los 45 senadores, por estar reabriéndose el Congreso Nacional, tras los altercados revolucionarios de los años previos. Por lo tanto se escogieron todos los senadores para cada escaño, por períodos diferentes.
Aquellas celdas no remarcadas, corresponde a aquellos senadores electos por medio período 1933-1937, siendo renovados cuatro años más tarde. Por otro lado, las celdas de color oscuro, corresponden a los senadores electos por el período completo de ocho años 1933-1941.

### Listado de senadores 1941-1945
Las provincias que escogían senadores en esta elección para el período 1941-1949 fueron: Atacama y Coquimbo; Santiago; Curicó, Talca y Maule; Biobío, Malleco y Cautín, que se encuentran destacadas en celdas oscuras y en negrilla en el siguiente cuadro de distribución.
Las provincias restantes que se encuentran en el listado que a continuación se entrega, corresponden a los senadores del período 1937-1945, que mantuvieron su escaño desde la elección inmediatamente anterior (1937).